# Campionato italiano di hockey su ghiaccio 1938
Il Campionato italiano di hockey su ghiaccio 1938, 12ª edizione del massimo campionato nazionale, fu organizzato dalla Federazione italiana sport invernali. La formula prevedeva che la vincente della Serie B sfidasse in gara unica la neonata squadra della federazione, l'AMDG Milano, nata dalla fusione di ADG Milano e Diavoli Rossoneri.
Date le difficoltà di coesistenza di due formazioni nella stessa città il Presidente della FISI, l'Onorevole Renato Ricci, il 7 ottobre 1937, costituì una nuova società con elementi della A.D.G. Milano e dei Diavoli Rossoneri, denominandola Associazione Milanese Disco Ghiaccio Milano. Il Presidente è Gianni Albertini, mentre i vicepresidenti sono il Cavaliere Annoni e Cavaliere Biraghi, già dirigenti delle due società sciolte. Come allenatore venne scelto il canadese Jim Foley. Questa nuova società era alle dipendenze della Federazione e i suoi scopi erano quelli di pubblicizzare l'hockey su ghiaccio e di formare i giovani in vista delle Olimpiadi del 1940, mai disputate a causa degli eventi bellici. Per quest'ultimo motivo non fu possibile tesserare giocatori stranieri.

## Eliminatorie per la Serie B
La formula del Campionato prevede delle eliminatorie per accedere alla Serie B, nella quale è già iscritta la formazione del Cortina. Le partite sono ad eliminazione diretta.

### Formazioni
- AMDG Milano II
- Asiago
- Ortisei
- Gruppo Universitario Fascista Milano
- Nord Torino
- SC Renon

### Partite
| Arbitro: | ? |

|  |           |                        |
|  | Marcatori | ? Corti ? Prat ? Corti |

| Milano 15 febbraio 1938 | Ortisei | 3 – 1 | SC Renon | Palazzo del ghiaccio |

| Milano 13 febbraio 1938 | ADMG Milano II | 3 – 1 | GUF Milano | Palazzo del ghiaccio |

Il Nord Torino, l'HC Ortisei e l'ADMG MIlano II si qualificarono alla Serie B.

## Serie B
Le partite della serie cadetta sono ad eliminazione diretta; le perdenti si contendono la conquista del terzo posto, mentre le vincenti si aggiudicano l'accesso in Serie A e il diritto di sfidare la prima squadra dell'AMDG Milano per la conquista del tricolore. Le gare di Serie B e la finale scudetto sono disputate al Palazzo del Ghiaccio di Milano.

### Formazioni
- AMDG Milano II
- ASG Cortina
- Ortisei
- Nord Torino

### Semifinali
| Arbitro: | Gerosa e Calcaterra |

|                                                    |           |  |
| De Zanna 01:00, 50:00 Bigontina 12:00 Alverà 42:00 | Marcatori |  |

| Arbitro: | Gerosa e Calcaterra |

|                                                                                      |           |  |
| Timpano 04:30 Pellegrini 10:00, 23:30 Fabris 28:00 Bestagini 30:30 D'Apollonia 33:00 | Marcatori |  |

### Finale per il 3º posto
| Milano 17 febbraio 1938 | Nord Torino | 2 – 1 (0-0, 2-0; 0-1) | Ortisei | Palazzo del ghiaccio |

### Finale
| Milano 17 febbraio 1938 | ADMG Milano II | 6 – 0 (2-0, 3-0; 1-0) | Cortina | Palazzo del ghiaccio |

L'ADMG MIlano II si qualificò alla finale scudetto e il Cortina finì quindi terzo.

## Serie A

### Finale
| Arbitro: | Jim Foley |

|                                                              |           |                                           |
| Prati 12:00, 21:00, 23:30, 48:00 De Mazzeri 45:00 De Rossi ? | Marcatori | 04:00 Bestagini ? Fabris 25:00 Lux (a.g.) |

### Formazione vincitrice
| AMDG Milano 1º titolo | Gianmario Baroni, Egidio Bruciamonti, Enrico Calcaterra, Carlo De Mazzeri, Hans Lux, Prati, Camillo Mussi, Franco Rossi, Carlo Signorini, Luigi Venosta. |